# Zenònia
Zenònia o Èlia Zenònia, en llatí Aelia Zenonis, fou una emperadriu romana d'Orient, esposa de l'emperador Basilisc. L'emperador Zenó la va deposar del càrrec juntament amb el seu marit l'any 476.
Zenònia era probablement d'origen isàuric. Es va casar amb Basilisc, germà de l'emperadriu Èlia Verina, amb el que va tenir almenys un fill, Marc, i potser uns altres dos, Zenó i Lleó. El gener de l'any 475, Basilisc va aprofitar una rebel·lió de la població de Constantinoble per desbancar Zenó i pujar al tron. Amb la intenció de formar una dinastia, va nomenar cèsar el seu fill Marc, i després august, i va donar a Zenònia el títol d'augusta. Segons diu l'enciclopèdia Suides, Basilisc tenia un nebot, Armaci, comandant militar i de molt bona figura, i va permetre a la seva dona que cultivés l'amistat d'Armaci. Entre els dos va començar una relació, que van amagar. Els seus confidents eren l'eunuc Daniel i la llevadora Maria, que els facilitaven les trobades en secret, amagades a Basilisc. Zenònia va convèncer el seu marit perquè nomenés Armaci magister militum, i el 476 el va fer cònsol junt amb ell mateix.
Poc després de la seva pujada al tron, Basilisc va enviar Il·los contra Zenó, que es va haver de refugiar a Isàuria, però des d'allà va reorganitzar l'exèrcit i va posar setge a Constantinoble l'any 476, i va aconseguir recuperar l'imperi, després que Basilisc hagués perdut el recolzament de l'exèrcit, del poble i de l'estament religiós. Acaci bisbe de Constantinoble, que s'havia oposat a Basilisc perquè defensava el monofisisme, va reconèixer Zenó, i amb el senat i el poble li va obrir les portes de la ciutat. Basilisc i la seva família es van amagar en una església, però Acaci els va denunciar i Zenó els va detenir. Basilisc va acceptar entregar-se si no es «vessava sang» de la seva família, però Zenó els va enviar a una fortalesa d'Isàuria on els va tancar dins d'una cisterna seca on van morir de fam i de set.